# 内山秀夫
内山 秀夫（うちやま ひでお、1930年2月13日 - 2008年4月6日）は、日本の政治学者。専門は政治学。学位は、博士（法学）（慶應義塾大学・論文博士・1999年）（学位論文「比較政治の方法に関する研究」）。慶應義塾大学名誉教授。

## 略歴
東京生まれ。1953年慶應義塾大学経済学部卒業後、同大学法学部に学士入学し、1958年に卒業。経済学部時代は、前田祐吉と同級生だった。
アメリカ合衆国連邦議会研究員を経て、1967年同大学法学部助教授就任、1973年より教授。1988年慶應義塾福澤研究センター所長。その後1994年から1998年まで新潟国際情報大学学長を務める。1995年慶應義塾大学名誉教授。1999年「比較政治の方法に関する研究」で慶應義塾大学より博士（法学）の学位を取得。

## 著書

### 単著
- 『政治発展の理論と構造』（未來社, 1972年）
- 『第三世界と現代政治学』（れんが書房, 1974年）
- 『政治文化と政治変動』（早稲田大学出版部, 1977年）
- 『政治学における現代』（三一書房, 1979年）
- 『政治における理想と現実』（三一書房, 1980年）
- 『民族の基層』（三嶺書房, 1983年）
- 『日本の政治環境』（三嶺書房, 1988年）
- 『比較政治考』（三嶺書房, 1990年）
- 『政治は途方に暮れている――その理念と現実』（日本放送出版協会〈NHKブックス〉, 1994年）
- 『私立の立場から』（日本経済評論社, 1994年）
- 『政治と政治学のあいだ』（日本経済評論社, 1998年）
- 『増補・民族の基層』（日本経済評論社, 2006年）
- 遺著『いのちの民主主義を求めて』（遺稿集刊行委員会編、影書房, 2015年）

### 共著・編著
- （岡野加穂留・堀江湛・内田満）共著『デモクラシーの構造――政治参加と政治学』（日本放送出版協会「NHK市民大学叢書」, 1976年）
- 『一五〇年目の福澤諭吉――虚像から実像へ』（有斐閣選書, 1985年）
- 『社会主義と日本改造』（龍渓書舎, 1989年）
- 『政治的なものの今』（三嶺書房, 1991年）
- 『講座政治学（1）政治理論』（三嶺書房, 1999年）

### 共編著
- （内田満・河中二講・武者小路公秀）『現代政治学の基礎知識』（有斐閣ブックス, 1975年）
- （内田満）『政治学を学ぶ』（有斐閣選書, 1976年）
- （有賀弘・藤原保信・鷲見誠一・田中治男）『政治思想史の基礎知識――西欧政治思想の源流を探る』（有斐閣ブックス, 1977年）
- （栗原彬）『昭和同時代を生きる――それぞれの戦後』（有斐閣選書, 1986年）
- （薬師寺泰蔵）『グローバル・デモクラシーの政治世界――変貌する民主主義のかたち』（有信堂高文社, 1997年）

### 訳書
- S・M・リプセット『政治のなかの人間――ポリティカル・マン』（創元新社, 1963年）
- C・E・ブラック『近代化のダイナミックス――歴史の比較研究』（慶應通信, 1968年）
- D・E・アプター 『近代化の政治学』（未來社（上下）, 1968年、新版 全1巻 1982年）
- S・M・リプセット編『学生と政治』（大久保貞義共編訳、未來社, 1969年）
- I・デ・ソラ・プール編『現代政治学の思想と方法』（勁草書房, 1970年）
- ロバート・A・ダール『民主主義理論の基礎』（未來社, 1970年、新版1978年）
- フランツ・ノイマン／マルクーゼ編『政治権力と人間の自由』（訳者代表、河出書房新社, 1971年）
  - 新版『民主主義と権威主義国家』三辺博之・倉沢康一郎・萬田悦夫と共訳、1977年。
- S・M・リプセット『国民形成の歴史社会学――最初の新興国家』（宮沢健共訳、未來社, 1971年）
- サミュエル・ハンティントン『変革期社会の政治秩序』（サイマル出版会（上・下）, 1972年）
- E・E・シャットシュナイダー『半主権人民』（而立書房, 1972年）
- バーナード・クリック『現代政治学の系譜――アメリカの政治科学』（時潮社, 1973年）
- ジョー・オールマン『創造の政治学』（而立書房, 1976年）
- R・T・ホルト／J・E・ターナー編『比較政治の方法』（共訳、勁草書房, 1976年）
- W・J・M・マッケンジー『政治と社会科学』（共訳、未來社, 1977年）
- アイザイア・バーリンほか『歴史における科学とは何か』（編訳、三一書房, 1978年）
- ハインツ・ユーロー『行動政治学の基礎』（政治科学シリーズ：東海大学出版会, 1978年）
- ロバート・A・ダール／エドワード・R・タフティ『規模とデモクラシー』（慶應通信, 1979年）
- アーレンド・レイプハルト『多元社会のデモクラシー』（三一書房, 1979年）
- D・R・シーガル『デモクラシーの政治社会学』（監修・訳、早稲田大学出版部, 1980年）
- J・リンス『民主体制の崩壊――危機・崩壊・均衡回復』（岩波書店「岩波現代選書」, 1982年）
- G・A・アーモンド『現代政治学と歴史意識』（共訳、勁草書房, 1982年）
- R・J・ハリソン『プルーラリズムとコーポラティズム』（勁草書房, 1983年）
- マクファーソン/ギアーツほか2名『国家はどこへゆくのか』（丸山正次共訳、御茶の水書房, 1984年）
- N・グレーザー／D・P・モイニハン編『民族とアイデンティティ』（三嶺書房, 1984年）
- クリスチャン・ベイ『解放の政治学』（岩波書店「岩波現代選書」, 1987年）
- ロバート・A・ダール『経済デモクラシー序説』（三嶺書房, 1988年）
- ジョゼフ・ロスチャイルド『エスノポリティクス――民族の新時代』（三省堂, 1989年）
- S・N・アイゼンスタット『文明としてのヨーロッパ――伝統と革命』（刀水書房「人間科学叢書」, 1991年）
- アダム・プシェヴォルスキ編『サステナブル・デモクラシー』（日本経済評論社, 1999年）
- ヒュー・バイアス『敵国日本――太平洋戦争時、アメリカは日本をどう見たか?』（増田修代共訳、刀水書房「刀水歴史全書」, 2001年）
- M・ベアー／M・ジューエル／L・サイゲルマン編『アメリカ政治学を創った人たち――政治学の口述史』（監修・訳、ミネルヴァ書房, 2001年）
- ヒリス・ローリィ『帝国日本陸軍』（日本経済評論社, 2002年）
- アンドリュー・ギャンブル 『政治が終わるとき?――グローバル化と国民国家の運命』（新曜社, 2002年）
- リチャード・ストーリィ『超国家主義の心理と行動――昭和帝国のナショナリズム』（日本経済評論社, 2003年）
- ヒュー・バイアス『昭和帝国の暗殺政治――テロとクーデタの時代』（増田修代共訳、刀水書房「刀水歴史全書」, 2004年）
- T・A・ビッソン『敗戦と民主化――GHQ経済分析官の見た日本』（慶應義塾大学出版会, 2005年）
- W・フライシャー『太平洋戦争にいたる道――あるアメリカ人記者の見た日本』（刀水書房「刀水歴史全書」[1], 2006年）